# Charley Koontz
Charley Koontz (Concord, 10 agosto 1987) è un attore statunitense.

## Biografia
Nato e cresciuto a Concord, in California, esordisce come attore nel 2009 nel telefilm Free Rent dove ottiene il ruolo di Chuck.
Dopo altre partecipazioni in serie televisive, nel 2015 entra nel cast principale di CSI: Cyber dove interpreta il ruolo dell'agente Daniel Krumitz.

## Filmografia

### Cinema
- Rubber - regia di Quentin Dupieux (2010)
- Couples Therapy - regia di Neel Upadhye (2011)
- Wrong - regia di Quentin Dupieux (2012)
- Kool Kidz - cortometraggio - regia di Mike Litzenberg e Bridge Stuart (2012)
- Trick or Treater: Part II - cortometraggio - regia di Eric England (2012)
- Contracted - regia di Eric England (2013)
- You or a Loved One - regia di Matt Mercer (2014)
- Apparitional - regia di Andrew P. Jones (2014)
- House of the Righteous - cortometraggio - regia di Thomas Torrey (2014)
- Réalité - regia di Quentin Dupieux (2014)
- Road to Juárez - regia di David A. Ponce de Leon (2015)
- Sons of Guns - regia di Tanner Boyajian (2015)
- Tail - cortometraggio - regia di Matt Mercer (2015)

### Televisione
- Free Rent – serie TV (2009-2010)
- Workers' Comp, regia di Harrison Sanborn – film TV (2011)
- Perfect Couples – serie TV (2011)
- Gigantic – serie TV (2010-2011)
- Awake – serie TV (2012)
- Royal Pains – serie TV (2012)
- Cleaners – serie TV (2013)
- Modern Family – serie TV (2013)
- Community – serie TV (2011-2014)
- CSI: Cyber – serie TV (2015-2016)
- Work Mom, regia di Ted Wass – film TV (2015)
- NCIS: Hawai'i – serie TV, episodio 1x19 (2022)
- Il mistero dei Templari - La serie (National Treasure: Edge of History) – serie TV, episodio 2 (2022)
- Station 19 – serie TV, episodi 6x18-7x01 (2023-2024)
- NCIS - Unità anticrimine (NCIS) – serie TV, episodio 22x12 (2025)

## Doppiatori italiani
Nelle versioni in italiano delle opere in cui ha recitato, Charley Koontz è stato doppiato da:
- Luigi Rosa in Community (st. 2-3, ep. 4x01, st. 5-6)
- Diego Sabre in Community (ep. 4x07)
- Stefano Brusa in CSI: Cyber
- Jacopo Venturiero in The Good Doctor
- Paolo Vivio in NCIS: Hawai'i
- Niccolò Guidi ne Il mistero dei Templari - La serie
- Daniel Spizzichino in Station 19 (ep. 6x18)
- Fausto Tognini in Station 19 (ep. 7x01)
- Simone Crisari in NCIS - Unità anticrimine